# Battlestar (comics)
Pour les articles homonymes, voir Battlestar (homonymie).
Lemar Hoskins, alias Battlestar est un super-héros évoluant dans l’univers Marvel de la maison d'édition Marvel Comics. Créé par le scénariste Mark Gruenwald et le dessinateur Paul Neary, le personnage de fiction apparaît pour la première fois dans le comic book Captain America #323 en novembre 1986.
Il a été le cinquième homme à porter le surnom de Bucky, l'ancien partenaire de Captain America, avant d'en changer pour prendre celui de Battlestar.

## Biographie du personnage

### Origines
Lemar Hoskins, un afro-américain, naît à Chicago dans l'Illinois. Il s'engage dans l'armée américaine et y rencontre John Walker (le futur US Agent), Hector Lennox, et Jerome Johnson. Après des années de service, le quatuor rencontre le Power Broker qui les oriente vers le Docteur Karl Malus. Ce dernier leur offre d'obtenir une force surhumaine. Ils deviennent ensuite des lutteurs professionnels.
Ils forment aussi les « Bold Urban Commandos » (aussi connu sous le surnom de « BUCkies »), et sont employés par Walker, devenu le Super-Patriot. Les Buckies organisent une fausse attaque sur le Super-Patriot pour faire sa publicité, et combattent à cette occasion Captain America.

### Le cinquième Bucky
Lorsque la Commission des activités surhumaines (Commission on Superhuman Activities (en), CSA) sélectionne John Walker (U.S. Agent) afin de remplacer Steve Rogers en tant que Captain America, Lemar subit un entraînement intensif et devient le nouveau Bucky.
Avec Walker, ils affrontèrent les Watchdogs, puis le Professeur Power et Gargantua.

### Battlestar
Lemar prend ensuite l'identité de Battlestar, affublé d'un nouveau costume et d'un bouclier proche de celui du Captain America original. Il prend cette décision après qu'un homme lui a dit qu'être un « Bucky » est similaire à être un serviteur (les « bucks » étaient le surnom des esclaves américains).
Avec Rogers, il met en déroute les Résistants, puis traquent Demolition Man. Toujours partenaires, ils déjouent les plans de Flagsmasher et d'Ultimatum.
Quand Walker met en scène sa propre mort, Lemar quitte la Commission. Il confronte Valerie Cooper et découvre que Walker est toujours vivant. Il rencontre ensuite le Faucon et les deux combattent la Société du Serpent.
Battlestar est par la suite capturé par Malus qui fait de lui un sujet de test pour ses expériences. Lemar combat le Power Broker, Malus lui offrant de nouveau une force surhumaine. C'est à ce moment qu'il se réconcilie avec US Agent.
Quand Steve Rogers reprend l'identité de Captain America, Battlestar quitte ses fonctions d'agent fédéral et repart vivre à Chicago. Il devient membre du Wild Pack de Silver Sable et participe principalement à des missions en Europe.

## Pouvoirs et capacités
Soumis à des altérations mutagènes expérimentales, Lemar Hoskins possède une force surhumaine. Ses réflexes et son agilité dépassent celles d'un athlète olympique. Par ailleurs, il a subi un entraînement avancé en gymnastique, acrobatie et au combat au corps à corps, sous la supervision de Captain America.
- Le corps de Battlestar est plus endurant que la moyenne, et ses muscles et ses os plus denses que ceux d'un homme, ce qui lui a permis de survivre à des impacts puissants et même à une pendaison.
- Il porte un bouclier triangulaire en alliage d'adamantium quasi indestructible, qu'il utilise principalement pour se défendre des tirs et des impacts de balles.

## Apparitions dans d'autres médias
Interprété par Clé Bennett dans l'univers cinématographique Marvel (2021)
- Lemar Hoskins apparaît sous le nom de Battlestar dans la série Falcon et le Soldat de l'hiver, en tant qu'ami et partenaire de John Walker, le nouveau Captain America. Le personnage est interprété par Clé Bennett.